# 陸秋槎
陸秋槎（りく しゅうさ、1988年11月25日 - ）は、中華人民共和国の推理作家。本名は常愷銘（じょう かいめい）。男性。現在は日本金沢市在住。斜陽院梨柩と斜陽院の名義で活動していた。愛称は「姐姐（お姉さん）」。

## 略歴
北京生まれ、上海復旦大学古籍研究所古典文献学修士。日本の新本格ミステリに大きな影響を受けて、創作活動を始めた。2014年に短編小説「前奏曲」で第2回華文推理大奨賽最優秀新人賞を受賞。2016年、前漢時代の中国を舞台とした初長編『元年春之祭』を発表した。2018年には同作が著者初の邦訳本として早川書房より刊行され、年間ミステリランキング上位に入選するなど高く評価された。
2019年、『アステリズムに花束を 百合SFアンソロジー』に初のSF小説「色のない緑」を掲載した。
今まで大部分の作品は、中国文学翻訳家の稲村文吾により日本語に翻訳されている。
2021年4月より、日本SF作家クラブ会員。

## 受賞歴
- 2014年 - 「前奏曲」第2回華文推理大奨賽最優秀新人賞
- 2019年 - 『元年春之祭』第16回本屋大賞翻訳小説部門2位[8]

## ミステリ・ランキング
週刊文春ミステリーベスト10
- 2018年 - 『元年春之祭』海外部門6位
- 2024年 - 『喪服の似合う少女』海外部門7位

このミステリーがすごい！
- 2019年 - 『元年春之祭』海外編4位

本格ミステリ・ベスト10
- 2019年版 - 『元年春之祭』海外3位
- 2020年版 - 『雪が白いとき、かつそのときに限り』海外4位
- 2022年版 - 『文学少女対数学少女』海外3位
- 2025年版 - 『喪服の似合う少女』海外5位

ミステリが読みたい！
- 2019年 - 『元年春之祭』海外編5位
- 2025年 - 『喪服の似合う少女』海外編5位

## 主な作品

### 中国語

#### 単行本
- 『元年春之祭』新星出版社（以下同じ）、2016年
- 『当且僅当雪是白的』2017年
- 『櫻草忌』2018年
- 『文学少女対数学少女』2019年
- 『悲悼』2023年

#### 雑誌・アンソロジー掲載
- 「前奏曲」『岁月・推理』2014年4月
- 「文学少女对数学少女：连续统假设」『岁月・ 推理』2014年10月
- 「文学少女对数学少女：费马的最后一案」『岁月・推理』2015年4月
- 「冬之喜剧」『岁月・推理』2015年11月
- 「1797年的仙那都」『岁月・推理』2016年1月
- 「没有颜色的绿」『银河边缘006：X生物』人民文学出版社、2020年第5期
- 「三首音樂會練習曲」『香港文學』2021年第4期

#### 電子出版
- 『末灯抄』豆瓣阅读
- 『遥夜吟』豆瓣阅读

### 邦訳

#### 単行本
- 『元年春之祭』稲村文吾（訳）、ハヤカワ・ポケット・ミステリ、2018年9月。ISBN 9784150019358。
- 『雪が白いとき、かつそのときに限り[a]』稲村文吾（訳）、ハヤカワ・ポケット・ミステリ、2019年10月。ISBN 9784150019488。
- 『文学少女対数学少女』稲村文吾（訳）、ハヤカワ・ミステリ文庫、2020年12月。ISBN 9784151843518。
- 『盟約の少女騎士』稲村文吾（訳）、星海社FICTIONS、2021年11月。ISBN 9784065261538。
- 『ガーンズバック変換』阿井幸作（訳）、稲村文吾（訳）、大久保洋子（訳）、早川書房、2023年2月。ISBN 9784152102126。
  - 収録作品：「サンクチュアリ」 / 「物語の歌い手」 / 「三つの演奏会用練習曲」 / 「開かれた世界（オープンワールド）から有限宇宙へ」 / 「インディアン・ロープ・トリックとヴァジュラナーガ」 / 「ハインリヒ・バナールの文学的肖像」 / 「ガーンズバック変換」 / 「色のない緑」
- 『喪服の似合う少女[b]』大久保洋子（訳）、ハヤカワ・ポケット・ミステリ、2024年8月。ISBN 9784150020064。

#### 雑誌・アンソロジー掲載
- 「1797年のザナドゥ」稲村文吾（訳）、『ミステリマガジン』2019年3月号掲載、2019年1月（原題：『1797年的仙那都』）
- 「色のない緑」稲村文吾（訳）、『アステリズムに花束を 百合SFアンソロジー』ハヤカワ文庫JA、2019年6月 / 『ベストSF2020』竹書房文庫、2020年7月（原題：『没有颜色的绿』）
- 「ハインリヒ・バナールの文学的肖像」大久保洋子（訳）、『時のきざはし 現代中華SF傑作選』新紀元社、2020年6月（原題：『海因里希·巴纳尔的文学肖像』）
- 「森とユートピア」稲村文吾（訳）、『島田荘司選 日華ミステリーアンソロジー』講談社、2021年3月（原題：『森林与乌托邦』）
- 「インディアン・ロープ・トリックとヴァジュラナーガ」稲村文吾（訳）、『S-Fマガジン』2021年6月号掲載、2021年4月 / 『異常論文』ハヤカワ文庫JA、2021年10月
- 「杞憂」大久保洋子（訳）、『宇宙の果ての本屋　現代中華SF傑作選』新紀元社、2023年12月